# Private Collection
Private Collection (kunstverzameling) is het derde muziekalbum van de combinatie Jon & Vangelis. Het was het voorlopig eind van hun samenwerking onder deze naam, pas in 1991 verscheen een nieuw album in deze reeks. Ondertussen verscheen er wel een verzamelalbum en bleven de heren Jon Anderson en Vangelis wel samenwerken, bijvoorbeeld in Andersons soloalbum Three Ships en het album Anderson Bruford Wakeman Howe. Het album wordt gekenmerkt door de verschillen in dynamiek, destijds een item dat in het voordeel sprak van het (toen) nieuwe medium compact disc. Alle tracks op de eerste en laatste na zijn op een of andere manier als single uitgegeven, sommige met de track Song Is als B-kant. Song Is komt echter niet voor op dit album, terwijl het er makkelijk had bij gekund.
Het album is opgenomen in Parijs en in de Nemo Studio te Londen.

## Musici
- Jon Anderson – zang
- Vangelis – toetsinstrumenten
- Dick Morrisey – saxofoon op And When the Night Comes en Horizon.

## Tracklist
De tracks hebben een oplopende lengte en zijn alle van Anderson (tekst) en Vangelis (muziek).

| Nr. | Titel                    | Duur  |
| --- | ------------------------ | ----- |
| 1.  | Italian Song             | 2:53  |
| 2.  | And When the Night Comes | 4:35  |
| 3.  | Deborah                  | 4:54  |
| 4.  | Polonaise                | 5:24  |
| 5.  | He Is Sailing            | 6:47  |
| 6.  | Horizon                  | 22:53 |